# روي ووكر
روي ووكر (بالإنجليزية: Roy Walker)‏ هو لاعب كرة قاعدة أمريكي، ولد في 13 أبريل 1893 في لورنسبورغ في الولايات المتحدة، وتوفي في 10 فبراير 1962 في نيو أورلينز في الولايات المتحدة.

## وصلات خارجية
- روي ووكر على موقعبيزبول رفرنس.كوم (الدوري الرئيسي) (الإنجليزية)